# MBCエキサイトナイター
MBCエキサイトナイター（エムビーシーエキサイトナイター）は、鹿児島県の南日本放送ラジオ（MBCラジオ）が、ナイターシーズンに放送するプロ野球中継の専門ラジオ番組である。

## 放送時間
- 毎週金曜 18:30 - 22:00（2024年度）
- テーマソング：服部逸郎「コバルトの空」
- 放送ネット内容
  - NRNナイター（キー局：ニッポン放送）を編成している（2023年度までで廃止となった水・木曜日も同文）。
  - 火曜日は2011年までTBSラジオをキー局としたJRNナイターのみ放送していたが、2012年-2017年は福岡ソフトバンクホークスのホームゲームがある場合に限り、JRN全国中継カードを差し替えてRKBラジオをキー局としたRKBエキサイトホークスのネット受けを行っていた。TBSラジオからのJRNナイター中継終了に伴い、2018年からはビジターゲームのネット受けも開始する。なお2023年度をもって火 - 木曜の中継を廃止、廃枠後は月・火曜をTBSラジオ制作番組（『荻上チキ・Session』および『アフター6ジャンクション2』（2025年度から、20時台のみ））の同時ネット、水・木曜を自主編成に充てる。このように金曜日だけのネットとなった局は他に栃木放送、和歌山放送、RSK山陽放送、南海放送、ラジオ沖縄の事例がある（このうち、wbs、RSKはMBC同様2024年度から金曜のみの放送となった。またLuckyFM茨城放送も2021年までは金曜のみネットしていたが、2022年以後はナイターが全廃された）
  - 2010年からJRN土曜・日曜ナイターの放送が休止となったためこの番組も週末ナイターの放送は廃枠となった。
  - 日本シリーズの中継は行っていない。
  - 最大延長は22:00まで。試合が終わらない場合やヒーローインタビューの途中でも飛び降りアナウンスを流して打ち切る。本番試合が早終了した場合は20:58まで予備中継試合を放送する。20:58 - 22:00の間は本番試合終了や雨傘番組の場合、通常22:00スタートの夜ワイド『Music Express』を繰り上げスタートさせる。本番試合が中止で最初から予備試合を中継する場合は本番試合と同様に中継する。
  - 枠内の時報は入らない。
  - 鹿児島でのソフトバンク戦については、火曜のホームゲーム以外は放送権・編成の折り合いが付いた場合のみ放送。2014年は「ヤクルト対ソフトバンク」が鹿児島で行われる予定で、JRNラインとなる火曜日の開催かつ試合の勧進元が鹿児島テレビ放送（KTS・フジテレビ系列）のため、NRNにラインを切り替えてのMBCでの中継は行われない（福岡県ではKBCラジオが自社制作で放送）ことになっていたが、雨天中止になった。また、鹿児島でソフトバンク主催デーゲームが行われた場合も現在に至るまで中継したことがない（ソフトバンク主催の勧進元は鹿児島放送〔KKB・テレビ朝日系列〕）。ちなみにMBCは横浜DeNAベイスターズ（前身球団の時代を含む）が鹿児島で主催ゲームを開催した際の勧進元となっている（近年では2003年の対中日戦が該当）。
  - 2024年4月9日には鹿児島でヤクルト対巨人戦が行われたが、こちらもネットしなかった（『Session』を通常どおり同時ネット）。

## 制作担当局
| 地域（球団）／曜日         | 火        | 水  | 木  | 金  |
| 基本系列                   | JRN       | NRN | NRN | NRN |
| 北海道（日）               | HBC       | STV | STV | STV |
| 宮城（楽）                 | TBC       | TBC | TBC | TBC |
| 関東（巨・ヤ・横・西・ロ） | RF/QR/TBS | LF  | LF  | LF  |
| 東海（中）                 | CBC       | SF  | SF  | SF  |
| 近畿（神・オ）             | ABC       | MBS | MBS | ABC |
| 広島（広）                 | RCC       | RCC | RCC | RCC |
| 福岡（ソ）                 | RKB       | KBC | KBC | KBC |
| -------------------------- | --------- | --- | --- | --- |